# Mammillaria napina
Mammillaria napina (укр. Мамілярія ріпоподібна, мамілярія напіна) — сукулентна рослина з роду мамілярія (Mammillaria) родини кактусових (Cactaceae).

## Історія

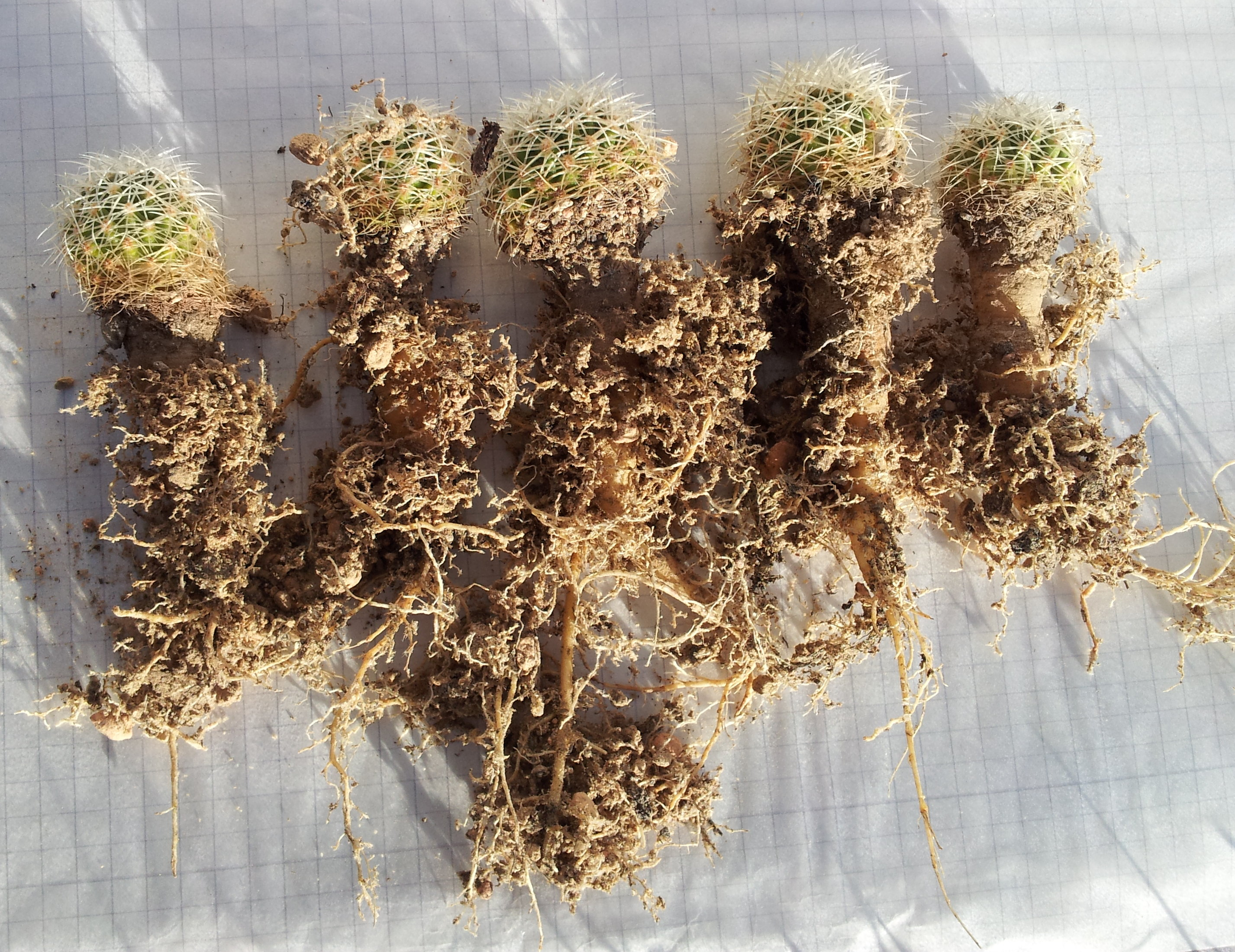
Група Mammillaria napina витягнута з ґрунту з корінням

Вид вперше описаний німецьким ботаніком Йозефом Антоном Пурпусом (нім. Joseph Anton Purpus, 1860—1932) у 1912 році у виданні нім. «Nova Acta Physico-medica Academiae Caesareae Leopoldino-Carolinae Naturae Curiosorum Exhibentia Ephemerides sive Observationes Historias et Experimenta».

## Етимологія
Видова назва походить від лат. napina — «ріпа».

## Ареал і екологія
Mammillaria napina є ендемічною рослиною Мексики. Ареал розташований у штатах Оахака і Пуебла. Рослини зростають на висоті від 2400 до 1700 метрів над рівнем моря у ксерофільному скребі на вапнякових схилах.

## Морфологічний опис
| Орган              | Опис                                                                                                  |
| Рослини            | поодинокі, рідко кластеризуються, низько ростуть.                                                     |
| Коріння            | бульбове.                                                                                             |
| Стебло             | напівкулясте до кулястого, до 5 см заввишки і в діаметрі.                                             |
| Епідерміс          | |
| Маміли             | конічні, без молочного соку.                                                                          |
| Ареоли             | |
| Аксили             | з невеликою кількістю пуху або голі.                                                                  |
| Центральні колючки | колючки — зазвичай відсутня, рідко 1.                                                                 |
| Радіальні колючки  | 10-12, трохи зігнуті, скловидно-білі з жовтою основою, завдовжки 8-10 мм.                             |
| Квіти              | дзвоновидна, блідо-кармінова до рожевої, з помітним білуватим зевом, до 40 мм завдовжки і в діаметрі. |
| Бутони             | |
| Зовнішні пелюстки  | |
| Внутрішні пелюстки | |
| Тичинки            | |
| Маточка            | |
| Плоди              | безбарвні, бліді, занурені в стеблі рослини.                                                          |
| Насіння            | чорне.                                                                                                |

## Чисельність, охоронний статус та заходи по збереженню

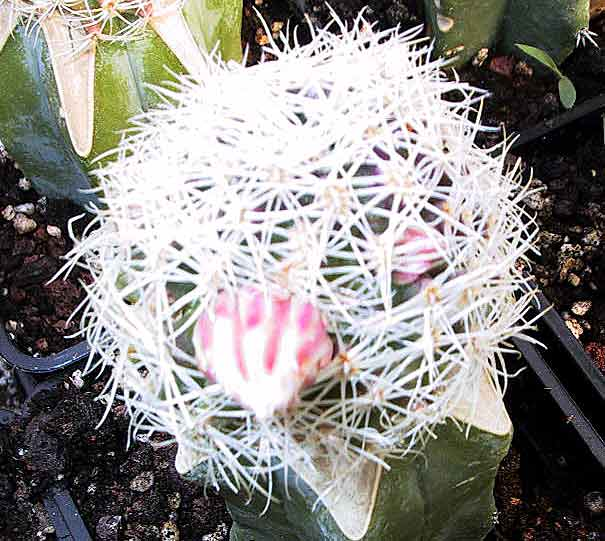
Mammillaria napina в культурі, прищеплена на цереусі

Mammillaria napina входить до Червоного списку Міжнародного союзу охорони природи видів, близьких до загрозливого стану (NT).
Вид має невеликі плямисті популяції з відносно низькою щільністю. За оцінками, загальна чисельність рослин становить 87 530 особин (2010). Дві субпопуляції мають менше 100 особин, а дві інші відомі субпопуляції зникли. Поточний тренд чисельності рослин зменшується. Вид перебуває під загрозою з боку недобросовісних збирачів, через дуже високий попит на
ринку.
Вид зустрічається в біосферному заповіднику Теуакан-Куйкатлан.
Охороняється Конвенцією про міжнародну торгівлю видами дикої фауни і флори, що перебувають під загрозою зникнення (CITES).

## Використання
Цей вид присутній у багатьох колекціях, а зразки були отримані з дикої природи через незаконний збір рослин.

## Утримання в культурі
Це один з найбажаніших видів для колекціонерів, і попит на нього постійний через великі, найкрасивіші квіти серед всіх представників роду. Вид повільно зростає і непростий для вирощування. Насіння дозріває всередині тіла, так що їх важко зібрати, а якщо це вдається, то часто неохоче проростає.
Потребує обережного поливу, пухкої Ґрунтової суміші, що містить близько 50 % крупного піску або дрібного щебеню, і максимальної обережності при пересадках, щоб не пошкодити товсте коріння; при цьому потрібно використовувати суху суміш, а також не поливати перші два тижні після пересадки.